# Saint-Méard
Saint-Méard (tiếng Occitan: Sent Mèrd) là một xã của tỉnh Haute-Vienne, thuộc vùng Nouvelle-Aquitaine, miền trung nước Pháp.